# Jürgen Ohlsen
Jürgen Ohlsen (15 de marzo de 1917, Schöneberg, Imperio alemán - 23 de septiembre de 1994, Düsseldorf, Renania del Norte-Westfalia, Alemania) fue un actor alemán conocido por interpretar a Heini "Quex" Völker en la película de propaganda nacionalsocialista de 1933 Hitlerjugend Quex (El Joven Hitleriano Quex, Nuestra bandera nos lleva adelante).

## Vida
Ohlsen nació en Schöneberg, Berlín, Alemania, el 15 de marzo de 1917. Debido a la enfermedad del actor Hermann Braun, Ohlsen heredó el papel sin acreditar de Heini Völker (apodado 'Quex') en Hitlerjunge Quex (El Joven Hitlerista Quex, Nuestra bandera nos conduce hacia adelante de 1933). Unidades de las Juventudes Hitlerianas] de Berlín también se unieron al elenco de la película. Más tarde, Ohlsen asumió el papel de partidario del aviador Ernst Udet en Wunder des Fliegens (Maravilla del vuelo, 1935) de Heinz Paul. 
Ohlsen se unió a las Juventudes Hitlerianas en 1934 cuando los nazis disolvieron el Der Jungenbund Südlegion de Berlín, de la cual era miembro. Parece que nunca en serio la posición antisemita del partido porque fue disciplinado por jugar tenis repetidamente con un judío. Se alegaba que Ohlsen era gay y, al menos, en otoño de 1938, tras el lanzamiento de Hitlerjunge Quex (El Joven Hitlerista Quex), el verbo "quexen" (literalmente "el quex") había entrado en el vocabulario de la Juventud Hitleriana como eufemismo para el sexo gay. Se dijo que Ohlsen era el amante de Baldur von Schirach, el Reichsjugendführer (Líder de la Juventud Hitleriana),. Von Schirach fue reemplazado en 1940 por Artur Axmann, quizás en parte debido a estas acusaciones.

## Años posteriores a la guerra
Ya no era el niño querubín de Quexjunge (años jóvenes), en 1940 Ohlsen había desaparecido del ojo público. Según un informe de la Gestapo de Osnabrück, se suponía que Ohlsen debía ser enviado a un campo de concentración durante 1940 o 1941 donde debía ser asesinado. El 23 de septiembre de 1994, Ohlsen murió a la edad de 77 años en Düsseldorf, Renania del Norte-Westfalia, Alemania.

## Filmografía
- Hitlerjunge Quex: Ein Film vom Opfergeist der deutschen Jugend también conocido como (El Joven Hitlerista Quex, Nuestra bandera nos lleva hacia adelante). (1933; 95 minutos) Dirigida por Hans Steinhoff. Ohlsen interpretó el papel protagonista de Heini Völker. Traducción del título: Hitler Youth Quex. Una película del sacrificio de la juventud alemana.

- Alle Macht mit (1933; 6 minutos) Dirigida por Franz Wenzler

- Wunder des Fliegens: Der Film eines deutschen Fliegers (1935; 79 minutos) Dirigida por Heinz Paul, Ohlsen interpretó el papel de Heinz Muthesius. El alemán Ernst Udet protagonizó esta película.